# 여훈근
여훈근(呂塤根, 1935년 ~ )은 대한민국의 철학자이다. 고려대학교 철학과를 졸업하였고 고려대학교 철학과 교수를 역임하였다.

## 저서
- 《논리와 진리》. 철학과현실사. 1996년. ISBN 9788977751644
- 《기호논리학》. 민영사. 1997년. ISBN 9788981340193
- 《논리철학》. 고려대학교출판부. 2000년. ISBN 9788976414090